# Wingegyps cartellei
Wingegyps cartellei är en utdöd fågel i familjen nya världens gamar inom ordningen hökfåglar. Typexemplaret beskrevs vetenskapligt 2004 utifrån lämningar funna i grottor i de brasilianska delstaterna Bahia och Minas Gerais. Den var nära släkt med gamar i släktena Vultur och Gymnogyps, framför allt det förra, men var mycket mindre i storlek. Det vetenskapliga släktesnamnet hedrar den danske ornitologen Oluf Winge som först beskrev lämningarna, dock utan att ge arten ett vetenskapligt namn.